# Auaxa
Auaxa là một chi bướm đêm thuộc họ Geometridae.